# Concerto d'amore (Collage)
Concerto d'amore è un album del gruppo italiano dei Collage, pubblicato nel 1979. Da questo album sono tratti i 45 giri Sole rosso/Dicci come ti chiami, La gente parla/Voli anche tu e Un'altra estate/Mania.

## Tracce
1. La Gente Parla
2. No Laura No
3. Strano
4. Io... Se Permetti
5. Sole Rosso
6. Un'Altra Estate
7. Concerto D'amore
8. Il Falco
9. Mania
10. Voli Anche Tu
11. Dicci Come Ti Chiami